# Ciamis
Ciamis é a capital do distrito de Ciamis no Java Ocidental, Indonesia.